# Don Diablo (canción)
Don Diablo es una canción del cantante español Miguel Bosé, adaptación al idioma español del tema Wiggle and Giggle All Night.

## Descripción
Compuesta originalmente por los estadounidenses L. Russell Brown y Sandy Linzer, la canción se estrenó en 1979 en la voz de la cantante Cory Daye.
Un año más tarde Bosé la adapta al español, con arreglos de Graham Preskett y  de tono divertido y pícaro. La canción se incluye en su LP Miguel. Además, se publicó en formato Single como cara B del tema Te amaré. El sencillo alcanzó el número uno en las listas de los más vendidos tanto en España como en México.

## Versiones
El grupo vocal español Parchís grabó una versión para su álbum Twist del Colegio e incluyó una interpretación de esta canción en la película Parchís contra el Hombre Invisible, que rodaron en 1981.
También fue interpretada por la actriz Silvia Abril en el Talent Show de Antena 3 Tu cara me suena (2015).

## Polémica
En 2022 saltó la polémica cuando los autores originales demandaron a Dua Lipa por plagiar esta canción para su pieza Levitating.